# Premio Hegel
Il premio Hegel (Hegel-Preis) fu istituito nel 1967 dalla città Stoccarda e dal 1970, in collaborazione con l'Internationale Hegel-Vereinigung, viene assegnato ogni tre anni a un filosofo o a uno studioso delle scienze umane. Il premio nacque in occasione del duecentesimo anniversario della nascita di Georg Wilhelm Friedrich Hegel e consiste in una somma di dodicimila euro.

## Vincitori
- 2021 Béatrice Longuenesse
- 2018 Michael Stolleis
- 2015 Michael Theunissen
- 2012 Gertrude Lübbe-Wolff
- 2009 Michael Tomasello
- 2006 Richard Sennett
- 2003 Dieter Henrich
- 2000 Norberto Bobbio
- 1997 Charles Taylor
- 1994 Jacques Le Goff
- 1991 Donald Davidson
- 1988 Niklas Luhmann
- 1985 Paul Ricœur
- 1982 Roman Jacobson
- 1979 Hans-Georg Gadamer
- 1976 Ernst Gombrich
- 1973 Jürgen Habermas
- 1970 Bruno Snell